# 茹阿雷区
茹阿雷区是位于哈萨克斯坦南部江布尔州的行政区域，占地4,200平方千米，行政中心为包尔江·玛穆什吾勒，现任区长是纳尔拜·叶尔格别科夫。茹阿雷区是江布尔州下辖的唯一一个毗邻两国（吉尔吉斯斯坦和乌兹别克斯坦）的行政区。